# Cariblatta pernambucana
Cariblatta pernambucana är en kackerlacksart som beskrevs av Rocha e Silva 1974. Cariblatta pernambucana ingår i släktet Cariblatta och familjen småkackerlackor. Inga underarter finns listade.